# Jachetele negre
Raggare! (în Marea Britanie lansat ca Blackjackets, Jachetele negre) este un film suedez dramatic care a fost lansat în cinematografele din Suedia la 13 noiembrie 1959. A fost regizat de Olle Hellbom.

## Prezentare
O bandă de tineri care conduc mașini (raggare) își petrec timpul într-o cafenea din afara orașului Stockholm. Cel mai tare dintre tineri, Roffe, își răpește iubita când descoperă că aceasta se întâlnește cu băieți dintr-o altă bandă.

## Distribuție
- Christina Schollin⁠(d) – Beatrice ”Bibban” Larsson
- Bill Magnusson – Roffe
- Hans Wahlgren⁠(d) – Lasse
- Svenerik Perzon – Lankan
- Sven Almgren – Svenne
- Lasse Starck – Svennes kompis
- Anita Wall⁠(d) – Annemarie
- Britta Brunius⁠(d) – fru Larsson
- Inga Botorp – Ninae
- Eva Engström – Eva
- Sven Holmberg⁠(d) – herr Larsson
- Tommy Johnson⁠(d) – Pipan
- Toivo Pawlo⁠(d) – Flintis dönicke
- Håkan Serner⁠(d) – Sven-Erik